# Juanita du Plessis
Juanita du Plessis (född Naudé) , född 26 april 1972 i Windhoek, är en sydafrikansk sångerska ursprungligen från Sydvästafrika (nuvarande Namibia). Hon sjunger pop och country på afrikaans och engelska.
du Plessis är gift med Herman (Doepie) du Plessis. Tillsammans har de tre barn, sonen Ruan, Mario och Franja. Ruan (under artistnamnet Ruan Josh) och Franja är också sångare. Tillsammans med barnen Ruan och Franja har du Plessis gjort skivorna Kaalvoetkinners och Sing Country.